# Henrique Rocha (tennista)
Henrique Rocha (Porto, 6 aprile 2004) è un tennista portoghese.
Vanta un titolo Challenger in singolare e 2 in doppio. Nel circuito maggiore ha raggiunto una volta il terzo turno nei tornei del Grande Slam (Open di Francia).
Nel giugno 2025 ha raggiunto la miglior posizione al n. 149 del ranking ATP in singolare, mentre in doppio il suo best rank è il n. 166  raggiunto nel settembre del 2024.

## Carriera
Nel 2023, Rocha fa il suo debutto in un tabellone principale ATP, superando le qualificazioni all'Estoril Open 2023 battendo giocatori di classifica più alta come Ryan Peniston e Máté Valkusz. Al primo turno viene poi eliminato dallo spagnolo Bernabé Zapata Miralles con il punteggio di 6–4, 6–2. Nello stesso anno, iniziò ad essere allenato dall'ex tennista ATP Pedro Sousa
Nel 2024, vince il suo primo titolo Challenger all'Murcia Open 2024, sconfiggendo in finale Nik'oloz Basilashvili e diventato il quinto tennista nato nel 2004 a raggiungere questo traguardo. Con questa vittoria scalò oltre 50 posizioni in classifica, raggiungendo la top 200.
Nel 2025, fa il suo esordio a livello Slam all'Open di Francia 2025 superando le qualificazioni e ottiene anche la prima vittoria a questo livello contro Nik'oloz Basilashvili. Diventa il quinto portoghese della storia a vincere un match al Roland Garros. In quello stesso torneo, si spinge fino al terzo turno battendo a sorpresa la testa di serie 19 Jakub Menšík in cinque set.

## Statistiche

### Tornei minori

#### Singolare

##### Vittorie (1)
| Legenda tornei minori     |
| Challenger (1)            |
| ITF World Tennis Tour (0) |

| Nº | Data          | Torneo              | Superficie  | Avversario in finale  | Punteggio        |
| 1. | 24 marzo 2024 | Murcia Open, Murcia | Terra rossa | Nik'oloz Basilashvili | 3–6, 7–6(0), 7–5 |

##### Finali perse (1)
| Legenda tornei minori     |
| Challenger (1)            |
| ITF World Tennis Tour (0) |

| N. | Data           | Torneo                  | Superficie  | Avversario in finale | Punteggio     |
| 1. | 16 giugno 2024 | Bratislava Open, Milano | Terra rossa | Kamil Majchrzak      | 0–6, 6–2, 3–6 |

#### Doppio

##### Finali vinte (2)
| Legenda tornei minori     |
| Challenger (2)            |
| ITF World Tennis Tour (0) |

| Nº | Data           | Torneo                           | Superficie  | Compagno    | Avversari in finale             | Punteggio   |
| 1. | 28 aprile 2024 | Ostrava Open Challenger, Ostrava | Terra rossa | Jaime Faria | Jakob Schnaitter Mark Wallner   | 7–5, 6–3    |
| 2. | 29 maggio 2022 | Cassis Open Provence, Cassis     | Cemento     | Jaime Faria | Manuel Guinard Matteo Martineau | 7–6(5), 6–4 |

##### Finali perse (3)
| Legenda tornei minori     |
| Challenger (3)            |
| ITF World Tennis Tour (0) |

| Nº | Data           | Torneo                     | Superficie  | Compagno        | Avversari in finale             | Punteggio           |
| 1. | 21 maggio 2023 | Oeiras Challenger, Oeiras  | Terra rossa | Jaime Faria     | Luke Johnson Sem Verbeek        | 7–6(6), 5–7, [6–10] |
| 2. | 8 ottobre 2023 | Lisboa Belém Open, Lisbona | Terra rossa | Jaime Faria     | Karol Drzewiecki Zdeněk Kolář   | 3–6, 6(5)–7         |
| 3. | 9 giugno 2024  | Zagreb Open, Zagabria      | Terra rossa | Alexandru Jecan | Jonathan Eysseric Quentin Halys | 4–6, 4–6            |